# Pays Landes Nature Côte d'Argent
Le Pays Landes Nature Côte d'Argent désigne un Pôle d'équilibre territorial et rural.

## Présentation
Le Syndicat mixte du Pays Landes Nature Côte d’Argent a pour objet exclusif la création d’un pays au sens de la Loi d’Orientation pour l’Aménagement et le Développement Durable du Territoire du 25 juin 1999. En ce sens, il est chargé de la mise en place du conseil de développement composé d’acteurs représentatifs de la vie du pays. Il élabore la charte de développement, document de référence pour le développement du territoire. Il coordonne les projets de collectivités membres et des porteurs de projets privés susceptibles de s’inscrire dans le contrat de pays.

## Localisation
Pays Landes Nature Côte d’Argent se situe en Nouvelle-Aquitaine et plus précisément dans le département des Landes.
Le Pays Landes Nature Côte d’Argent est un PETR regroupant les communautés de communes des Grands Lacs, de Mimizan et de Côte Landes Nature. Il compte plus de 50 000 habitants, soit 12 % de la population départementale, sur un territoire de 1 635 km² soit 17 % de la surface départementale.
Il est principalement marqué par la forêt (85 % de la superficie du territoire), le littoral (2/3 de la côte landaise avec 60 kilomètres) et une chaîne de lacs dont la superficie diminue en allant vers le sud.

## Composition  et liste des communes
| Communautés                               | Superficie (km2) | Population (2013) | Densité (2013) | Nombres de Communes |
| ----------------------------------------- | ---------------- | ----------------- | -------------- | ------------------- |
| Communauté de communes des Grands Lacs    | 728.5            | 27 849 hab        | 41.7 hab/km2   | 7                   |
| Communauté de communes de Mimizan         | 360.5            | 11 978 hab        | 33.2 hab/km2   | 6                   |
| Communauté de communes Côte Landes Nature | 607,33           | 11 033 hab        | 18.2 hab/km2   | 10                  |
| Total                                     | 1696,33          | 50 860 hab        | 31.1 hab/km2   | 23                  |

Le Pays est donc constitué de 23 communes regroupées au sein de trois communautés de communes (au 1er janvier 2017) :
- Communauté de communes des Grands Lacs : Biscarrosse, Gastes, Luë, Parentis-en-Born, Sainte-Eulalie-en-Born, Sanguinet, Ychoux.
- Communauté de communes de Mimizan : Aureilhan, Bias, Mimizan, Pontenx-les-Forges, Saint-Paul-en-Born, Mézos.
- Communauté de communes Côte Landes Nature : Castets, Léon, Lévignacq, Linxe, Lit-et-Mixe, Saint-Julien-en-Born, Saint-Michel-Escalus, Taller, Uza, Vielle-Saint-Girons[1].

## Les Projets du Pays
Quelques projets en cours :
- NOMAD' : Plateforme de l'emploi saisonnier sur le Pays Landes Nature Côte d'Argent : 2009-2012
- Étude Préalable à l'OCM : Opération Collective de Modernisation de l'Artisanat, du Commerce et des Services : janvier 2011-septembre 2011
- Valorisation du patrimoine culturel et naturel
- Coordination des offices de tourisme sur le e-tourisme par l'Animation Numérique de Territoire
- Animation d'un réseau de prestataires touristiques